# 유신진화론
유신진화론(Theistic Evolution)은 신이 우주를 창조할 때에 자연계의 생명체에게 진화 능력을 부여해서 현재의 다양한 생명체들이 생겨났다고 보는 기독교 창조론의 하나이다. 유신진화론은 진화론과 같이 과학적 탐구에 매진하는 학문이 아니라 신학적 개념이자 종교적 관점에 해당하고, 진화론이라는 이름으로부터 발생할 수 있는 오해를 방지하기 위해 진화적 창조론(Evolutionary Creationism)으로 불리기도 한다. 일반적으로 기독교계의 창조론 중 과학과 충돌하지 않는 창조의 방식이며, 진화와 같은 과학적 사실을 수용한다.

## 특징
유사과학을 주장하는 젊은 지구 창조설이나 오랜 지구 창조설, 지적설계와 같은 창조주의와는 달리, 유신진화론은 다윈으로부터 제시된 진화론을 비롯한 모든 현대 과학의 성과들을 인정하며, 현생 인류도 유인원과 인간의 공통조상으로부터 진화되었다고 본다. 근본주의 기독교인들은 진화론을 성서에 어긋나는 반(反)기독교 사상으로 받아들여 부정하고 있으나, 복음주의 계열 신학자들과 거의 모든 기독교 계열 과학자들에게 폭넓게 인정받고 있는 이론이다. 미국 기독교 근본주의를 중심으로 한 보수주의 기독교인들의 진화론에 대한 반감을 고려하여, 드물게 진화적 창조론(evolutionary creationism)이라고 불리기도 한다.

### 과학과 성경에 대한 입장
유신진화론은 과학을 신이 자연을 통해 계시하는 일반 계시에 대한 탐구로 이해한다. 기독교의 전통적인 계시 이해에 따르면, 신의 자기 계시는 예언자들과 예수 그리스도를 통해 신이 자신을 드러낸 특별 계시와 자연을 통해 신의 존재를 이해하는 일반 계시가 있다. 일반 계시의 탐구도 신이 인간에게 부여한 지적 능력을 통한 활동의 결과이고, 신이 창조한 우주에 대한 지식을 얻는 유용한 방법으로 본다.
또한 현대 과학이 밝혀낸 사실인 진화 뿐 아니라, 대폭발, 지층의 형성을 비롯한 모든 분야의 과학자들의 이야기를 들으려 노력하며, 이러한 사실들이 성경을 해석하는 기반이 될 수 있다는 것을 인정한다.
본질적으로 두 계시는 신으로 인한 것이기에 두 계시가 충돌할 수는 없다. 만일 모순되는 사항이 발견된다면, 특별계시에 대한 해석의 오류일 수도, 또는 자연 계시에 대한 연구 결과의 오류일 수도 있다. 따라서 성서에 대한 특정 해석을 절대화하지 않으며, 일반 계시에 대한 연구 결과에 비추어 특별 계시도 더욱 정확하게 해석될 수 있다고 본다.

### 창세기 기사에 대한 해석
창세기 1장은 태초에 6일간에 이루어진 야훼의 창조를 기록하고 있다. 이 6일간의 창조를 문자적으로 해석할 경우, 현대과학의 많은 분야의 연구 결과와 충돌을 가질 수 밖에 없다. 창조과학에서는 6일간의 문자적 창조를 취하고 과학을 부정하는데 반하여, 유신진화론은 과학의 연구 결과를 인정하고 이에 따라 창세기의 창조설화를 새롭게 해석한다. 대표적인 예로 골격 해석(framework interpretation)을 들 수 있다.
유신진화론에서는 지구 역사의 어느 시점에 하나님이 개입하여 인류에게 영혼이 생겼다고 보고 있다. 유신진화론 단체인 바이오로고스(BioLogos)에서는 아담과 이브는 이 초기 인류의 영적 대표자였을 것으로 해석한다.

### 자연에 충만한 하나님의 능력
유신진화론은 이 자연에 신의 능력이 충만되어 있다고 본다. 이렇게 능력으로 충만한 자연은 진화의 과정에 따라 변화하는 환경에 적응할 수 있는 능력도 가지고 있다. 그리고 이런 모든 진화의 과정은 궁극적으로 현생 인류의 창조를 위해 신에 의해 계획된 과정이라고 본다. 즉, 외형적으로는 무작위의 변이와 자연 선택의 과정으로 보이지만, 그 안에는 기독교적 절대자의 계획이 내재되어 있다고 보는 것이다.
하지만, 지적설계 계열의 주장과는 달리, 자연에 충만한 기독교적 절대자인 여호와의 능력은 자연이 스스로 진화하기에 충분하므로, 야훼의 간헐적인 간섭을 필요로 하지 않는다. 따라서 과학으로 설명될 수 없는 초자연적인 질서의 형성은 과학과는 다른 영역으로만 해석이 가능하다고 생각하는 입장이다.

## 종류
일반적으로 유신진화론은 과학적 사실을 지지하는 창조주의라는 공통점을 갖고 있으나 그 시각은 여러가지이며, 이에 따라 열린 진화, 계획된 진화, 인도된 진화로 나뉜다.

### 열린 진화
진화의 과정이 어느 방향으로 흘러갈지 미리 계획하거나 감독하지 않았다는 입장으로, 일부 복음주의와 대다수의 자유주의 계열에서 받아들이는 입장이다. 이신론과는 다른 입장이며, 많은 과학자들이 수용하고 있는 입장이기도 하다. 일반적으로 이 입장은 불가지론의 입장과도 같은 맥락이기는 하지만, 진화의 과정 자체가 신의 창조의 한 과정으로 본다는 점에서 차이가 있다. 열린 진화의 입장을 가진 진화적 유신론자들은 일반적으로 신의 뜻 자체를 우리가 규정하는 것 자체를 지양하며, 일반적인 진화의 과정을 통해 창조의 섭리를 드러낸다고 보는 경우가 많다.

### 계획된 진화
진화의 과정 자체가 자연 현상에 따라 흘러가도록 계획된다는 관점으로, 일부 복음주의에서 받아들이는 입장이다. 이는 철학으로서의 지적설계와도 관련이 있으며, 진화의 과정을 통해 현재의 인류가 형성되어 온 과정 자체가 신의 의지에 기반했다고 받아들인다. 이 관점은 유사과학에 기반을 둔 지적설계와의 차이를 두는데, 유사과학적 기반의 지적설계는 진화가 아닌 다른 방법이라고 주장하거나, 과학을 부정하며 진화만으로 부족하다고 주장하나, 계획된 진화를 받아들이는 진화적 유신론자들은 진화 자체를 하나의 큰 계획으로 보기 때문이다. 열린 진화와의 차이점은 "진화의 테잎"을 처음부터 다시 돌렸을 때 현재 어떤 세계가 존재할지에 관한 관점으로 본다.

### 인도된 진화
진화의 과정 하나 하나가 인도되었다는 입장이며, 복음주의적 기독교에서 주로 받아들이는 입장이다.

## 역사적 배경
유신진화론은 다윈이 진화론을 발표한 이후에 이를 신학에 적용시켜 발생한 이론이므로 진화론 발표 이후를 그 시작으로 봐야하겠지만, 그 배경이 되는 관점이라고 할 수 있는 과학적 연구 결과의 신학적 적용은 그 역사적 뿌리가 깊다.
신이 자연을 통해 자신을 드러낸다는 일반 계시에 대한 신학적 주장은 다윗, 사도 바울, 사도행전 저자 누가 등에 의해 성서에서도 자주 언급되고 있다. 교부 어거스틴은 그의 책 "창세기의 문자적 해석"에서 창세기의 창조기사를 해석함에 있어서 과학적인 연구 결과를 충분히 고려할 필요가 있음을 주장했다. 즉, 창세기의 6일 창조를 문자적으로만 해석할 경우 나중에 과학적인 진보를 통해 밝혀진 내용이 지금의 세계관을 배경으로 해석한 내용과 충돌하게 되는 문제를 겪을 수 있고, 그 경우 기독교의 진리에 대한 잘못된 오해를 살 수 있음을 경계했다.
이단적인 내용에서 출발한 창조과학과는 달리 신학적 뿌리가 튼튼하고, 과학과 충돌하지 않으며, 신앙을 바로 세울 수 있는 열쇠가 되고 있는 것이 유신진화론의 최고의 장점으로서, 성서 해석학의 발달로 중동지역의 신화적 관점들로부터 창세기의 문자적 해석이 잘못되었다는 것이 밝혀진 후, 칼바르트신학의 발달과 함께 유신진화론의 수용을 촉구하는 움직임이 일어나고 있다.
현재에는 바이오 로고스를 통해 올바른 신학과 과학의 조화를 위한 노력들과 유신진화론에 대한 이해를 돕기 위해 노력하고 있다.

## 대표적인 지지자

### C.S. 루이스
저명한 기독교 변증론자, 성공회 평신도, 옥스퍼드대학교와 캠브리지대학교 교수를 역임한 영문학자 C. S. 루이스도 한 때 유신진화론의 입장을 지지했다. 그의 저서 <고통의 문제(The Problem of Pain)>에는 그가 진화생물학에 대해 공격적이지 않음을 보여주는 내용이 포함되어 있다.
오랜 세월에 걸쳐 하나님은 자신의 형상과 인간성의 매체가 될 동물의 형태를 완성시키셨습니다. 그는 엄지 손가락이 각 손가락에 닿을 수 있는 손과 언어를 발음할 수 있는 턱, 치아, 목, 그리고 이성적인 사고를 구체화하는 물리적 동작을 전부 수행할 수 있을 만큼 복잡한 뇌를 그 형태에 부여하셨습니다. 그 피조물은 인간이 되기 전 오랫동안 이런 상태로 존재했을 것입니다. 그 피조물은 현대의 고고학자가 인간성의 증거로 받아들일 만한 물건들을 만들 만큼 똑똑했을 수도 있습니다. 그럼에도 불구하고 그 피조물이 여전히 동물에 불과했던 이유는 그의 모든 육체적, 심리적 작용이 순전히 물질적이고 자연적인 목적에 따라 움직이고 있었기 때문입니다.
때가 이르자 하나님은 이 유기체의 심리적, 생리적 기능에 새로운 종류의 의식, 즉 '나'라고 말할 수 있고 자기 자신을 대상화할 수 있으며, 하나님을 알고 진선미를 판단할 뿐 아니라, 시간 너머에서 시간이 흘러 지나가는 것을 인식할 수 있는 새로운 의식이 임하게 하셨습니다….

유신진화론에 대한 루이스의 인식은 <순전한 기독교(Mere Christianity)>에도 잘 드러난다. 
“ ...(전략)..이른바 ‘생명력의 철학’ 내지는 ‘창조적 진화’, 또는 ‘돌연변이적 진화’에 대해 말해야겠습니다. (중략) 이러한 관점을 가진 이들은 지구 위의 생명체를 가장 하등한 형태에서 인간으로 ‘진화시킨’ 작은 변화들은 우연에서 나온 것이 아니라 ‘생명력’의 ‘분투’나 ‘목적성’에서 나왔다고 봅니다. (중략)  많은 이들이 ‘창조적 진화’ 이론에 매력을 느끼는 한 가지 이유는, 이 이론이 하나님을 믿는 데 따르는 감정적 위안은 듬뿍 제공하면서, 믿음에 따라오는 덜 유쾌한 결과물들은 면제해 주기 때문입니다. (중략)  ‘생명력’은 일종의 길들여진 하나님입니다. 필요할 때는 얼마든지 스위치를 눌러 불러낼 수 있지만, 나를 귀찮게 하지는 않지요. 즉, 이 관점은 종교의 감동은 전부 누리면서 그 대가는 하나도 치르지 않겠다는 것입니다. 이 ‘생명력’ 사상이야 말로 지금까지 세상에 등장한 몽상 중에 가장 큰 성과물이 아닐까요?” 

### 피에르 테야르 드 샤르댕
예수회 수사, 과정신학자, 지질학자, 고생물학자이기도 했던 드 샤르뎅 수사는 그의 다양한 저작에서 진화론을 통해 기독교 교리를 이해하려는 시도를 했다. 초기에는 로마 가톨릭교회에서 비판을 받았으나, 유신진화론의 발전에 큰 영향을 끼쳤고, 그의 이론은 로마 가톨릭교회는 물론 개신교 신학교에서까지 널리 가르쳐지고 있다.

### 앨리스터 맥그래스
분자생물학 박사, 옥스퍼드 대학교의 조직신학 교수, 복음주의 신학자인 알리스터 맥그라스(Rev. Allister Mcgrath) 성공회 사제도 유신진화론의 지지자이다.

### 테오도시우스 도브잔스키
하버드 대학교의 생물학자로 현대 진화생물학의 선구자인 테오도시우스 도브잔스키는 러시아 정교회신자로 유신진화론의 열렬한 지지자였다.

### 존 호트
조지타운 대학교의 철학자이자 신학자인 존 호트는 일련의 저서를 통해 진화론을 신학적으로 해석하는 노력을 해오고 있다.

### 하워드 반 틸
캘빈 칼리지의 물리학자인 하워드 반 틸은 유신진화론을 주장하는 저명한 작가로, 유신진화론이라는 표현 대신 "능력이 충만한 창조"라는 표현을 사용할 것을 주창하였다.

### 프랜시스 콜린스
인간 게놈 프로젝트의 총책임자이자 현재 미국의 연구비 총괄기관 중 하나인 NIH의 학장이며, 인간 유전학 분야의 저명한 학자인 프랜시스 콜린스는 그의 저서 "신의 언어" (The Language of God)에서 유신진화론을 주장하였고, 말씀으로 이루어진 생명이라는 의미의 "BioLogos"라는 신조어를 유신진화론 대신 사용할 것을 제안하였다.

### 한경직
유신적 진화론이 과학적 서술인 진화론과 기독교 신앙을 합리적으로 종합하는 결론이라는 입장을 보였다.
"그런데 근래(近來)에 하가 간에 창조적 진화론(創造的進化論)을 주장하는 이가 많다. 이에 의하여 하나님/하느님께서 각색 종류의 생물을 친히 만드시고, 그 종류 안에서 진화와 변이(變異)가 생겼다는 것이다. 이것이 현재의 자료로는 제일 합리적인 결론이며, 이야말로 성서적이다. '태초에 하나님/하느님이 천지를 창조하시다' 이 신앙은 미동(微動)도 안 하는 것이다(1947.3.8)."

### 함석헌
함석헌은 베르그송의 '생의 약동(en:Élan vital)'과 피에르 테야르 드 샤르댕의 '오메가 포인트(en:Omega Point)'를 계승-발전시켜 진화에 의한 변화의 '의미'에 집중하여 '씨알사상'이라는 민중에 의한 영적 진화를 주장하였다. 그의 '씨알사상'에 따르면 창조는 사랑의 욕구에서부터 시작된 것이며, 진화는 생명의 질적 발전, 의식의 상승, 정신적 진보 과정을 포함하고, 그 동력은 '자유'와 '사랑'이다. 생명은 고난을 통해 발전하며, 그 중심에는 '씨알' 즉 일반 민중이 존재한다.

## 유신진화론 비판
여러 신학자들에 의해 유신진화에 대한 비판이 지속적으로 이어지고 있다. 대표적으로 김병훈 박사와 이신열 박사들이 있다.

## 같이 보기
- 창조주의
  - 젊은 지구 창조론
  - 오랜 지구 창조론
  - 선아담인류론
  - 골격 해석
  - 조지 프레더릭 라이트
- 과학
  - 진화론